# Konew
Konew – dawna jednostka objętości, stosowana na ziemiach polskich po 1764 roku, wprowadzona oficjalnie w ramach reform stanisławowskich jako miara objętości płynów. Konew stanowiła element systemu garńca warszawskiego i odpowiadała 5 garncom, tj. około 19 litrom.